# Limba carelă
Limba carelă este o limbă fino-ugrică vorbită în Rusia (Republica Carelia și unele zone învecinate) și Finlanda. Este considerată de unii lingviștii dialect al limbii finlandeze.
Limba carelă face parte din grupul de limbi fino-ugrice, alături de limba finlandeză, limba maghiară și limba estonă.
În prezent, limba carelă se află în declin în fața limbii ruse în Rusia și a finlandezei literare în Finlanda.

## Contextul politico-istoric
După terminarea Războiului de Iarnă, la 12 martie 1940, la Moscova a fost semnat tratatul de pace care satisfăcea multe din pretențiile înaintate de URSS Finlandei în octombrie 1939. În urma acestui tratat, Uniunea Sovietică a anexat Istmul Carel cu orașul Viipuri (devenit Vîborg), golful Viipuri cu insulele de acolo, coastele de nord și de vest ale lacului Ladog și alte teritorii. Finlanda transmitea URSS, în arendă pentru 30 de ani, peninsula Hanco, unde urma să fie construită o bază militară-maritimă, iar insulele Åland trebuiau demilitarizate. Până în 1940, pe teritoriul ocupat de sovietici locuiau 12% din populația Finlandei.
La sfârșitul anilor 80 ai secolului XX a fost elaborată o scriere latină pentru limba carelă.